# Fluorur d'hidrogen
El fluorur d'hidrogen és un compost químic format per hidrogen i fluor, HF. Es presenta en forma gasosa o líquida, incolora en ambdós estats. És molt soluble en aigua, donant lloc a una dissolució anomenada àcid fluorhídric. Bull a temperatura ambient, més alta que la d'altres halurs d'hidrogen pels enllaços per pont d'hidrogen que es formen entre les seves molècules, on l'enllaç covalent H—F està molt polaritzat degut a la diferència d'electronegativitats d'ambdós àtoms.
El fluorur d'hidrogen és altament perillós. En contacte amb l'aigua forma la dissolució anomenada àcid fluorhídric, altament corrosiva i penetrant. Destrueix ràpidament les còrnies.

## Història
El químic francès Edmond Frémy (1814–1894) fou qui l'aïllà per primer cop i el suec Carl Wilhelm Scheele (1742-1786) preparà per primera vegada la dissolució àcid fluorhídric en grans quantitats el 1771, que fou ràpidament emprada per la indústria del vidre.

## Estructura

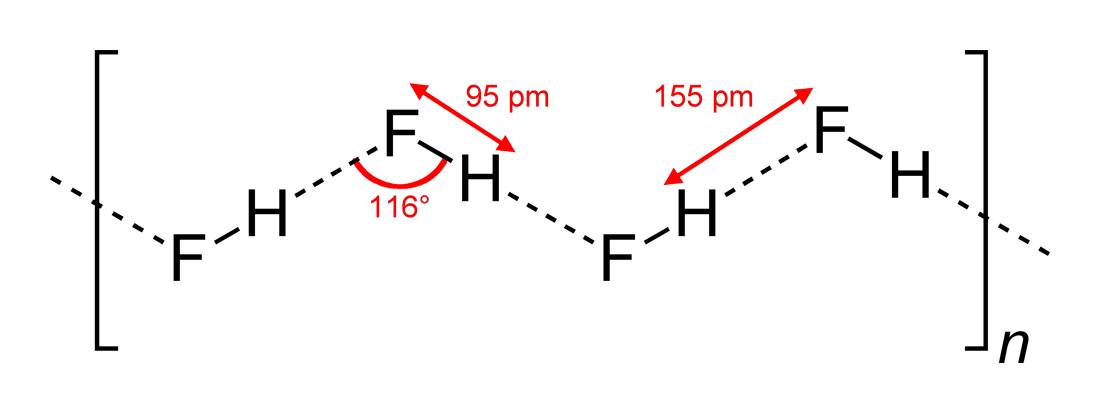
Estructura del fluorur

En estat gasós és monomèric a altes temperatures, però existeix en formes polimèriques a baixes, com (HF)₂ i (HF)₆. En estat sòlid les molècules es disposen en forma ordenada de ziga-zaga. Els enllaços covalents entre els àtoms de F i H tenen una longitud de 95 pm, mentre que la longitud dels enllaços d'hidrogen entre àtoms de F i H de molècules diferents adjacents és de 155 pm. En estat líquid també s'hi troben cadenes de molècules d'HF, però més curtes que les de l'estat sòlid, amb només cinc o sis molècules.

## Propietats
El fluorur d'hidrogen és un dels dissolvents més efectius que es coneixen, superant a l'aigua en molts d'aspectes tant com a dissolvent de substàncies inorgàniques com orgàniques. Aquestes formen normalment dissolucions conductores degut a la protonització del dissolvent. Per exemple en dissoldre benzè en fluorur d'hidrogen es produeix l'equilibri químic:
{\displaystyle C_{6}H_{6}\,+\,HF\,\leftrightarrows \,C_{6}H_{7}^{+}\,+\,F^{-}}Alguns àcids forts, com ara l'àcid nítric HNO₃, es comporten com a bases en fluorur d'hidrogen líquid, produint-se l'equilibri àcid-base:
{\displaystyle HNO_{3}\,+\,HF\,\leftrightarrows \,H_{2}NO_{3}^{+}\,+\,F^{-}}El fluorur d'hidrogen líquid és un poc menys àcid que l'àcid sulfúric H₂SO₄ del 100 %. Poques substàncies actuen com àcids davant d'ell, només els acceptors de fluor molt eficients, com ara el trifluour de bor, BF₃, el pentafluorur d'arseni, AsF₅, el pentafluorur d'antimoni, SbF₅, i el tetrafluorur d'estany, SnF₄. L'equilibri que resulta és:
{\displaystyle SbF_{5}\,+\,2\,HF\,\leftrightarrows \,H_{2}F^{+}\,+\,SbF_{6}^{-}}